# 施山
施山（1477年—？），字鎮卿，號龍湖，浙江處州府縉雲縣人，軍籍，明朝政治人物。

## 生平
正德五年（1510年）庚午科浙江鄉試第五十四名舉人。正德十二年丁丑科中式辛巳科會試第二百二十七名，未廷試，十六年（1521年）登辛巳科第三甲第六十七名進士。大理寺观政，授宣城县知县，嘉靖四年（1525年）十月选授广西道试监察御史，六年巡按贵州，十二年四月考察，左遷无为州判官。历升永平府推官、松江府同知、广西按察司佥事，二十二年十二月考察去职。

## 家族
曾祖施傳；祖父施璋；父施昌，母樊氏。